# Svetogrđe
Svetogrđe u najširem smislu označava svaki nedopustivi tretman osobe, predmeta ili ideje koja se smatra svetim. Prema nekim tumačenjima, svako prkošenje religijskoj dogmi, običajima ili pravilima se takođe smatra svetogrđem. Ukoliko se ono odnosi na fizički čin, naziva se skrnavljenjem. Ukoliko je u pitanju verbalan prekršaj, riječ je o blasfemiji ili bogoholjenju.

## Spoljašnje veze
- Članak o svetogrđu na stranici Katolici na Internetu
- Sacrilege Catholic Encyclopedia (језик: енглески)